# Ingrediente

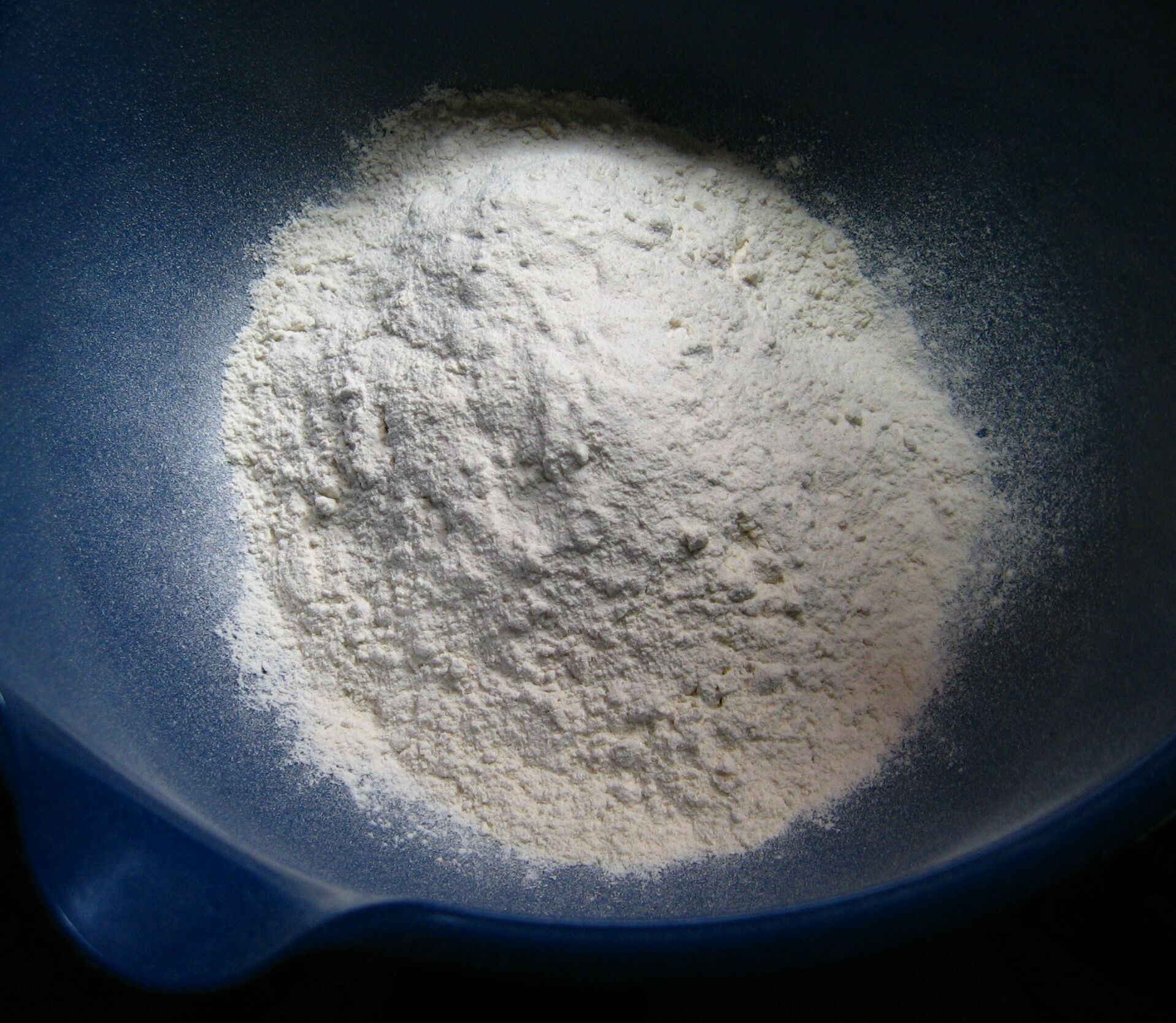
Farinha de trigo, ingrediente usado em muitas receitas.

Um ingrediente é uma substância que faz parte de uma mistura (num sentido amplo). Por exemplo, em culinária, as receitas especificam quais ingredientes devem ser utilizados para preparar um prato específico. Muitos produtos comerciais contém um ingrediente secreto o qual supostamente torna o produto melhor que seus concorrentes. Na indústria farmacêutica, um ingrediente ativo é a parte da fórmula que produz o efeito desejado pelo usuário.
Leis nacionais geralmente exigem que produtos alimentícios exibam uma lista de ingredientes e, mais especificamente, que certos aditivos alimentares sejam relacionados.
Nos países de legislação mais desenvolvida, a lei exige que os ingredientes sejam listados de acordo com sua quantidade relativa na composição do produto. Se um ingrediente consiste em mais do que uma substância (tais como pedaços de chocolate em biscoitos ou cobertura de sorvete), então tal ingrediente é listado com a porcentagem que ocupa no produto total, com seus próprios ingredientes relacionados próximos a ele, dentro de chaves ou colchetes.

## Etimologia
Ingrediente se origina do caso acusativo do latim ingrediens, particípio presente ativo do verbo deponente ingredi ("mover-se para dentro").